# Mick Karn
Mick Karn właściwie Andonis Michaelides (ur. 24 lipca 1958 w Nikozji, zm. 4 stycznia 2011 w Londynie) – brytyjski muzyk, kompozytor i multiinstrumentalista. W latach 1974–1982 występował w formacji Japan.
W 1984 wraz z Peterem Murphy, liderem Bauhaus, stworzył duet Dalis Car. Pod koniec 1984 wydali jedyny album  The Waking Hour,
Tuż przed śmiercią Micka rozpoczęli pracę nad 2. albumem. Zdążyli nagrać jedynie 4 piosenki.
Muzyk zmarł na raka w swoim domu w Chelsea w Londynie.